# Webloyalty
Webloyalty est une société de marketing en ligne.
Elle propose en échange d'un abonnement mensuel l'accès à des remises similaires à celles d'un site de cashback.

## Historique
Webloyalty a lancé ses premiers programmes de réduction en ligne aux États-Unis en 1999. Il a ensuite lancé le programme Shopper Discounts & Rewards (Remises et réductions) au Royaume-Uni en 2007, puis en France en 2008. En 2011, Webloyalty a été racheté par la société américaine d'engagement client Affinion Group. Webloyalty a lancé son programme en Espagne et en Italie, avec Ryanair comme offre de lancement la même année. Ses programmes sont étendus en 2013 à l'Irlande.

## Service

### Partenaires
Webloyalty passe des contrats avec des sites de commerce en ligne populaires pour mettre en avant son service dans des espaces publicitaires, ou présenté comme un remboursement partiel lors du règlement des achats. Les estimations évaluent à entre 100.000 à 300.000 € par mois le montant rétribué en échange de cette visibilité. Un site comme Cdiscount pourrait recevoir entre 250.000 et 700.000 € par mois, soit 8 millions d'euros par an. Cette somme représente pour certains, jusqu'à 20% de leur résultat d'exploitation.

### Inscription
Lorsqu'un consommateur a effectué un achat sur l'un des sites partenaires, il se verra proposer un remboursement ou un bon de réduction pour le prochain achat via une pop-up ou une bannière. En cliquant sur le lien, le consommateur est invité à remplir un formulaire d'inscription en fournissant ses données personnelles et son mode de paiement. Le formulaire de remboursement reprend généralement les codes esthétiques du vendeur pour inspirer confiance, par exemple en reprenant le logo de Oui.sncf.
Jusqu'en 2010, Webloyalty et d'autres sociétés de fidélisation utilisaient une méthode d'inscription différente. Les commerçants fournissaient directement les informations de la carte de crédit du consommateur après son achat initial sur le commerce en ligne et étaient en mesure de facturer au consommateur une cotisation mensuelle. Le seul consentement demandé était un bouton Oui. Puisqu'ils n'étaient pas invités à saisir à nouveau ses données de paiement après les avoir déjà fournies pour l'achat, beaucoup ignoraient que cliquer sur ce bouton les inscrivait automatiquement à un programme mensuel payant, ne découvrant souvent que des mois plus tard qu'ils étaient abonnés.
Cette pratique a généré de nombreuses plaintes qui ont fait l'objet d'une couverture dans la médias internationaux. Ces pratiques ont été décrites comme "[...] pas illégales [...]". Cela a conduit notamment certains commerçants britanniques, dont Debenhams et B&Q, à rompre ou suspendre leurs liens avec Webloyalty après une vague de plaintes.
Cette méthode n'est plus utilisée, Webloyalty et ses concurrents demandent désormais aux consommateurs de saisir à nouveau les détails de leur carte de crédit afin de s'inscrire.

### Offres
Le site de Webloyalty indique proposer des remises minimums de 15 % H.T. par achat sur des commerces en ligne partenaires. Selon l'estimation de l'UFC Que Choisir, il faut dépenser au moins 240 euros par mois sur les sites partenaires pour que l'abonnement soit rentable. L'association met en miroir les sites de cashback gratuits qui permettent aussi d'obtenir des réductions, mais qui ne nécessitent eux pas d'abonnements.
La liste des entreprises partenaires sont parfois accessibles au consommateur qu'une fois qu'il a souscrit à l'abonnement mensuel. Les clients ont un mois pour essayer le service, et la désinscription s'effectue immédiatement à leur demande par téléphone ou par email ou depuis le site Internet.

## Controverses autour des acteurs du cashback gratuits et payants

### En France
La DGCCRF épingle en mai 2023 plusieurs acteurs du secteur Payants et Gratuits. Le principal concurrent de Webloyalty, Remises et privilèges, de la société luxembourgeoise GWP/ Monetize Angels présent sur les sites de Castorama, Interflora, Allopneus, et Feu vert, est accusé de pratiques commerciales trompeuses, d'« induire le consommateur en erreur sur le prix de l'abonnement au service de cashback, [de] ne pas indiquer [sa] véritable intention commerciale, [et de] fournir de façon inintelligible [son] identité ». En mettant par exemple le taux de remboursement hors taxes, les taux affichés sont gonflés lors de la communication des offres.
SNCF Connect affiche, après le paiement du billet, une publicité pour le programme Remises et réductions de Webloyalty. Après avoir défendu la liberté de gestion commerciale dont dispose la SNCF, le Ministère des transports demande en juillet 2023 l'arrêt de ce partenariat, sous la réclamation du député Philippe Latombe. Le site du transporteur SNCF avait pourtant indiqué stopper son partenariat avec Webloyalty en 2015, indiquant que les visiteurs pouvaient "confondre" les deux entreprises. L'offre n'est plus affichée sur le site commercial de réservations de la SNCF depuis mars 2024.
Le Ministère de l’intérieur évoque un cas « bien connu des services de police et de gendarmerie » du cashback en 2020, souvent consécutif « à un défaut d'information claire et lisible de l'internaute-client, ou à une inattention de ce dernier lors de la lecture des fastidieuses conditions générales de vente ».

### En Italie
Webloyalty doit payer 800 000 euros d’amende en 2014, l’autorité italienne de la concurrence (it) considérant que 62 % des internautes ayant versé de l’argent à l’entreprise auraient souscrit à l’abonnement sans même s’en rendre compte.

#### Audience du Comité sénatorial américain
Le Comité sénatorial américain du commerce, des sciences et des transports (en) a annoncé le 28 mai 2009 l'ouverture d'une enquête du Comité sénatorial du commerce, dirigée par le président Jay Rockefeller, sur « certaines pratiques de marketing de commerce électronique qui génèrent des milliers de frais mensuels mystérieux sur les cartes de crédit des consommateurs ».
Le 17 novembre 2009, des sociétés américaines ont été convoqués devant la commission du commerce, des sciences et des transports du Congrès pour expliquer leurs pratiques commerciales lors d'une audition sur les « tactiques de vente agressives sur Internet et leur impact sur les consommateurs américains ». Ces audiences portent sur l'inscription d'office des consommateurs à un club de «récompenses d'adhésion» ou de «fidélisation», souvent à leur insu, après avoir effectué un achat sur un commerce en ligne distinct.
L'enquête du comité a révélé que ses sociétés de "clubs de fidélité" « ont utilisé des tactiques de vente agressives pour inscrire les consommateurs en ligne à des services sans leur consentement ». À la suite de l'enquête, le président du comité a présenté le Restore Online Shoppers' Confidence Act le 5 janvier 2010 pour « mettre fin aux tactiques trompeuses de vente en ligne ». La loi du Congrès a été examinée et adoptée par le Sénat le 30 novembre 2010, et examinée et adoptée par la Chambre des représentants le 15 décembre 2010. Elle a été approuvée le 29 décembre 2010.
Webloyalty a indiqué en réponse avoir « affiné ses pratiques pour aider à répondre aux préoccupations des sénateurs et qu'elle se conformerait pleinement au projet de loi une fois qu'il serait promulgué » et qu'elle avait changé ses pratiques commerciales en demandant aux consommateurs d'entrer leurs informations de carte de crédit pour s'inscrire. De plus, la société a affirmé avoir amélioré son processus après-vente (ou post-inscription) en envoyant des communications fréquentes à ses membres et en introduisant des annulations «sans tracas».